# جايلز سليد
جايلز سليد (بالإنجليزية: Giles Slade)‏ هو كاتب أمريكي، ولد في 28 نوفمبر 1953 في أوتاوا في كندا.